# Gendoh
Gendoh is een bestuurslaag in het regentschap Banyuwangi van de provincie Oost-Java, Indonesië. Gendoh telt 8580 inwoners (volkstelling 2010).